# Pristiphora carinata
Pristiphora carinata är en stekelart som först beskrevs av Hartig 1837.  Pristiphora carinata ingår i släktet Pristiphora, och familjen bladsteklar. Arten är reproducerande i Sverige.